# Cimahpar (Kali Bunder)
Cimahpar is een bestuurslaag in het regentschap Sukabumi van de provincie West-Java, Indonesië. Cimahpar telt 4342 inwoners (volkstelling 2010).